# Josep Pineda i Fargas
Josep Pineda i Fargas (Centelles, Osona 1894 – Hato Rey, Puerto Rico, 1973) fou un polític català. El 1914 emigrà a Cuba, on es dedicà a l'activitat comercial i fou president del Centre Català de l'Havana el 1923-1924. El 1922 va fundar, amb Claudi Mimó i Caba, Joaquim Muntal i Gramunt, Marià Grau i Josep Conangla i Fontanilles, del Club Separatista Català núm. 1, qui el va nomenar secretari de l'Assemblea Constituent del Separatisme Català de 1928, presidida per Francesc Macià. El 1931 va tornar a Catalunya, on s'enfrontà amb Macià quan desconvocà la República catalana.
En esclatar la guerra civil espanyola tornà a Cuba com a delegat de la Generalitat de Catalunya, hi va fundar la revista Combat (1956-1958) i fou director de La Nova Catalunya del 1943 al 1959 (ja ho havia estat el 1908-1932). Fou portaveu del Centre Català de l'Havana el 1944-1960 i participà en la Conferència Nacional Catalana celebrada a Mèxic el 1953.

## Obres
- Puntos de vista del nacionalismo catalán (1928)
- Himnes i salms a Catalunya (1955)
- Breve historia de Cataluña (1957)